# Улянівська сільська рада (Богодухівський район)
Уля́нівська сільська́ ра́да — адміністративно-територіальна одиниця та орган місцевого самоврядування в Богодухівському районі Харківської області. Адміністративний центр — селище Улянівка.

## Загальні відомості
- Улянівська сільська рада утворена в 1933 році.
- Територія ради: 82,83 км²
- Населення ради: 1 832 особи (станом на 2001 рік)

## Населені пункти
Сільській раді підпорядковані населені пункти:
- с-ще Улянівка
- с. Воскресенівка
- с. Дев'ятибратове
- с. Іванівка
- с. Корбині Івани
- с-ще Зарічне
- с. Мар'їне
- с. Шкарлати

## Склад ради
Рада складається з 18 депутатів та голови.
- Голова ради: Батожський Олександр Володимирович
- Секретар ради: Куліш Наталія Володимирівна

### Керівний склад попередніх скликань
| Прізвище, ім'я, по батькові        | Основні відомості                                                 | Дата обрання | Дата звільнення |
| ---------------------------------- | ----------------------------------------------------------------- | ------------ | --------------- |
| Вакуленко Валентина Яківна         | Сільський голова, 1957 року народження, член Народної партії      | 26.03.2006   | 31.10.2010      |
| Батожський Олександр Володимирович | Сільський голова, 1964 року народження, освіта вища, безпартійний | 31.10.2010   |                 |

Примітка: таблиця складена за даними сайту Верховної Ради України

### Депутати
За результатами місцевих виборів 2010 року депутатами ради стали:

#### За суб'єктами висування
| Суб'єкт висування                                       | Кількість обраних депутатів | %    |
| ------------------------------------------------------- | --------------------------- | ---- |
| Народна партія                                          | 9                           | 50   |
| Партія регіонів                                         | 7                           | 38,9 |
| Політична партія Всеукраїнське об'єднання «Батьківщина» | 1                           | 5,6  |
| Політична партія «Сильна Україна»                       | 1                           | 5,6  |

#### За округами
| № округу                                                | Прізвище, ім'я, по батькові      | Дата визнання обраним | Освіта  | Партійна приналежність                        | Відомості про обраного депутата                         |
| ------------------------------------------------------- | -------------------------------- | --------------------- | ------- | --------------------------------------------- | ------------------------------------------------------- |
| Народна Партія                                          |                                  |                       |         |                                               |                                                         |
| 4                                                       | Помазан Сергій Григорович        | 01.11.2010            | середня | член Народної партії                          | Богодухівське районне управління газопостачання, слюсар |
| 8                                                       | Прищенко Таїсія Іванівна         | 01.11.2010            | середня | член Народної партії                          | ВАТ «Улянівське», диспетчер                             |
| 9                                                       | Дроздик Валентина Миколаївна     | 01.11.2010            | середня | член Народної партії                          | ВАТ «Улянівське», бухгалтер                             |
| 10                                                      | Рогульчик Світлана Романівна     | 01.11.2010            | середня | член Народної партії                          | ВАТ"Ульянівське, касир                                  |
| 12                                                      | Куліш Наталія Володимирівна      | 01.11.2010            | вища    | член Народної партії                          | Улянівська с1льська рада, секретар                      |
| 13                                                      | Герасименко Валентина Миколаївна | 01.11.2010            | середня | член Народної партії                          | ВАТ «Улянівське», бухгалтер                             |
| 14                                                      | Морозов Віталій Єгорович         | 01.11.2010            | середня | член Народної партії                          | ВАТ «Улянівське», завгосп                               |
| 15                                                      | Москаленко Олександр Петрович    | 01.11.2010            | середня | член Народної партії                          | ВАТ «Улянівське», обл1ковець                            |
| 16                                                      | Жосан Іван Валентинович          | 01.11.2010            | середня | член Народної партії                          | ВАТ «Улянівське», керуючий в1дд1лком                    |
| Партія регіонів                                         |                                  |                       |         |                                               |                                                         |
| 1                                                       | Липовський Павло Іванович        | 01.11.2010            | середня | позапартійний                                 | пенсіонер                                               |
| 2                                                       | Сіренко Олександр Григорович     | 01.11.2010            | вища    | позапартійний                                 | ВАТ"Улянівське", агроном                                |
| 5                                                       | Еременко Олена Михайлівна        | 01.11.2010            | середня | позапартійна                                  | Улянівська загальноосвітня школа, кухар                 |
| 6                                                       | Колмиков Олександр Іванович      | 01.11.2010            | середня | член Партії регіонів                          | ВАТ «Улянівське», комірник                              |
| 7                                                       | Шкарлат Олексій Іванович         | 01.11.2010            | середня | член Партії регіонів                          | Смородинська дистанційна кол1я ПЧ- 16, майстер          |
| 11                                                      | Макогон Ганна Степанівна         | 01.11.2010            | середня | член Партії регіонів                          | тимчасово не працює                                     |
| 18                                                      | Мусіенко Алла Григорівна         | 01.11.2010            | середня | член Партії регіонів                          | тимчасово не працює                                     |
| Політична партія Всеукраїнське об'єднання «Батьківщина» |                                  |                       |         |                                               |                                                         |
| 17                                                      | Черкашина Людмила Дмитрівна      | 01.11.2010            | середня | член Всеукраїнського об'єднання «Батьківщина» | тимчасово не працює                                     |
| Політична партія «Сильна Україна»                       |                                  |                       |         |                                               |                                                         |
| 3                                                       | Ярошенко Марина Олександрівна    | 01.11.2010            | вища    | член Політичної партії «Сильна Україна»       | ВАТ «Улянівське», бухгалтер                             |